# Джон Пембъртън
Джон Стит Пембъртън (на английски: John Stith Pemberton) е американски фармацевт, създател на Кока-Кола.

## Биография

### Семейство, ранни години и образование
Роден е на 8 юли 1831 година в Джорджия, САЩ, в семейството на Джеймс Клифърд Пембъртън (роден 1803, Северна Каролина) и Марта Уоршъм Гент (родена около 1791, Вирджиния). Джеймс и Марта сключват брак на 20 юли 1828 година в Крауфърд Каунти, Джорджия. Марта е дъщеря на Арчър Уоршъм и Нанси Кларк Смит. Семейство Пембъртън се местят в Рим, Джорджия, а Джон записва да учи в медицинско училище в град Мейкън, завършвайки го на 19 години.
Пембъртън отхвърля така наречената „heroic medicine“, популяризирана от Бенджамин Ръш, който лекува хора, посредством кръвопускане. Обучава се при Самюъл Томпсън – билкар, който лекувал чрез парни бани и отвара от растението лобелия. Пембъртън завършва и обществен колеж по фармация.
През 1853 година сключва брак за Ан Елайза Клифърд Люис (на английски: Ann Eliza Clifford Lewis) и се премества да живее в град Кълъмбъс, Джорджия. През 1854 им се ражда син – Чарли Пембертън.

### Военна и професионална кариера
|  |

Пембъртън служи в армията на Конфедерацията, като по време на службата е ранен. Лекувайки раните си, Пембъртън, преживявайки силни болки, се пристрастява към болкоуспокояващите, конкретно към някои разновидности на морфина. След края на военната му кариера работи като аптекар в Кълъмбъс.
Построява лаборатория, в която произвежда и продава медицински и фотографски химикали, козметични продукти, включително и популярния парфюм, който Пембъртън нарича „Свеж южняшки букет“ (на английски: Sweet Southern Bouquet).
Семейството се премества в Атланта през 1870 година, като през март същата година регистрира патент №100439 за „Improved Medical Compound From Globe Flower“.
Пембъртън е член на първия фармацевтичен лицензионен съвет в щата, включващ и модерна лаборатория, в която за първи път в Джорджия се правят изследвания на химикали за обработване на почвата и посевните култури, става член на управата на медицинско училище. Подпомага управата на щата в преследването и залавянето на продавачите на „змийска маз“, които продават фалшиви химически субстанции на фермерите в щата.
Умира на 16 август 1888 г. в Джорджия на 57-годишна възраст.